# 亮马桥站
亮马桥站是一个位于中国北京市朝阳区左家庄街道与麦子店街道交界东三环北路、新源南路、亮马桥路交叉口，属于北京地铁10号线的地铁车站。

## 位置
亮马桥站位于东三环北路与新源南路、亮马桥路相交路口，主体位于东三环北路东辅路东侧。

## 结构
这座车站为地下车站，岛式站台设计。
| 地面            | 街道                       | A-D出入口                        |
| 地下一层 站厅层 | 站厅                       | 客务中心、自动售票机、进出站闸机 |
| 地下二层 站台层 |                            | █ 10号线外环（三元桥）           |
| 地下二层 站台层 | 岛式站台，左側開门         |                                  |
| 地下二层 站台层 | █ 10号线内环（农业展览馆） |                                  |

- 亮马桥站站厅（2018年3月摄）
- 亮马桥站装饰（2018年3月摄）

## 出口
这座车站共4个出口：A（西北）、B（东北）、C（东南）、D（西南），其中A口设有通往平安国际金融中心地下商业区域的通道。此外，东三环东侧的进出站直梯位于A口通道内。
|                       |                    |                                |      |                |
| 编号                  | 指示               | 建议前往的目的地               | 照片 | 无障碍设施图片 |
| 出口 · A              | 东三环北路（西侧） | 北京发展大厦、平安国际金融中心 |      | 不適用         |
| 出口 · A              | 平安国际金融中心   | A、B座及商业                   |      | 不適用         |
| 出口 · B · 升降机标志 | 亮马桥路（北侧）   | 北京希尔顿酒店                 |      |                |
| 出口 · C              | 东三环北路（东侧） | 燕莎友谊商城                   |      | 不適用         |
| 出口 · D              | 东三环北路（西侧） | 昆仑饭店、北京朝阳站方向公交车 |      | 不適用         |
| 註： 設有             |                    |                                |      |                |